# South Pacific Business Development
South Pacific Business Development — компания, осуществлявшая деятельность в сфере микрофинансового кредитования бедных слоев населения в Фиджи, Самоа и Тонга и Соломоновых Островов, как правило, женщин.

## История
Идея создании компании родилась у Грегора Косагранде в 1999 году, после посещения Глобального саммита микрофинансовых организаций. В 2000 году после прохождения стажировки в Grameen Bank, был открыт первый филиал компании на одном из сельских островов Самоа.
Микрокредиты выдавались женщинам на разветвите мелкого фермерского бизнеса. В 2010 году Грегором был основан фонд MicroDreams, целью которого являлась просветительская работа в вопросах микрофинансирования в Океании. Согласно классификации ООН Самоа является беднейшим государством Океании, 48% населения страны живут в условиях нехватки продовольствия, не имея возможности получить банковские кредиты из-за отсутствия возможности предоставления залога.
В 2009 году компанией были открыты новые офисы в Тонга, в 2010 году в Фиджи и в 2012 году на Соломоновых Островах.
Для координации работы филиалов сети в 2010 году была учреждена холдинговая компания South Pacific Business Development Microfinance Holdings Pte. Limited с офисом в Сингапуре, помимо координации компания также занимается развитием сети филиалов и открытием новых офисов.
Все региональные учреждения SPBD регистрируются как небанковские кредитные организации.
Выдав первый микрокредит в январе 2000 года, к 2015 году, компания выдала 31000 кредитов на общую сумму около 15 млн долларов, тем самым оказав поддержку более 14 000 семей, и дав возможность начать свой бизнес 415 малым предприятиям.